# Кассано-делле-Мурдже
Кассано-делле-Мурдже (итал. Cassano delle Murge) — коммуна в Италии, располагается в регионе Апулия, в провинции Бари.
Население составляет 12 832 человека (2008 г.), плотность населения составляет 140 чел./км². Занимает площадь 89 км². Почтовый индекс — 70020. Телефонный код — 080.
Покровителем коммуны почитается Пресвятая Богородица (Пресвятая Богородица со Ангелы, Maria SS. degli Angeli), празднование 2 августа.

## Демография
Динамика населения:

## Администрация коммуны
- Официальный сайт: https://web.archive.org/web/20090826055056/http://www.comune.cassano.bari.it/